# 巴比伦
巴比伦（羅馬化：Bābil，羅馬化：Bāḇel，羅馬化：Babylṓn）原本是一个闪语族阿卡德人的城市。它的历史可以追溯到公元前2334年的阿卡德帝国。2019年獲列入世界文化遺產。
它起初是一个低级行政中心。公元前1894年在由移民者建立的阿摩利人王朝的手里巴比伦才成为一个独立的城邦。巴比伦人在他们的历史上相对更多地被其它移民王朝统治，例如加喜特人、阿拉米人、埃兰人与迦勒底人。两河流域的同胞亚述人也统治过巴比伦。
巴比伦城市遗址在今天伊拉克巴比伦省的希拉被发现，位于巴格达以南约八十五公里处。这个举世闻名城市的遗址地处底格里斯河和幼发拉底河之间肥沃的美索不达米亚平原上，现在仅留存着由破损的土砖建筑物构成的大型土墩和碎片。城市沿着幼发拉底河建造，被左、右河岸平分成两部分，配有陡峭的河堤来抵御季节性的洪水。
现存的历史资料显示，巴比伦最初是一个小城镇，在公元前二千年初变得兴盛。在阿摩利人巴比伦第一王朝于公元前1894年兴起时它作为一个小城邦获得独立。巴比伦宣称自己是苏美尔-阿卡德城邦——埃利都的继承者。尽管在那时候它还是一个小城市，但是它让美索不达米亚平原上的“圣城”尼普尔黯然失色。大约也是这个时候，也就是公元前十八世纪左右，一个名叫汉谟拉比的亚摩利人国王第一次建立巴比伦帝国。从这时候开始美索不达米亚平原的南部被人称作巴比倫尼亞，巴比伦的规模至此開始快速發展，日益膨胀。
巴比伦帝国随着灭亡而快速瓦解。之后，巴比伦在亚述人、加喜特人和埃兰人的统治下度过漫长的岁月。在被亚述人毁灭并重建后，巴比伦于公元前608年到公元前539年之间成为新巴比伦王国的所在地。这个帝国由来自美索不达米亚平原东南角的迦勒底人建立。新巴比伦帝国最后一个国王是一个来自美索不达米亚平原北部的亚述人。巴比伦的空中花园是古代世界七大奇迹之一。巴比伦在衰落后又被阿契美尼德帝国、塞琉古王朝、帕提亚帝国、罗马帝国和萨珊王朝统治。

## 名称
希腊语形式的巴比伦名字（Βαβυλών）是对阿卡德语Babili的改写。公元前一千年巴比伦的名字与公元前二千年早期的名字Babilli相比发生了改变。根据主流的词源学，Babilli的意思是“上帝之门”或者“上帝的通路”（bāb-ili）。 更早的名字Babilla是对一个来源不明且意义不明的非闪族语名字的改写。
在《舊約圣经》里，巴比伦的名字是「巴別」בָּבֶל (Babel; Tiberian בָּבֶל Bāvel; Syriac ܒܒܠ Bāwēl)。《创世纪》（11：9）根据动词 בלבל （bilbél 變亂），把这个词解释为“變亂”。

这张地图显示了巴比伦帝国的版图，一个时间是公元前1792年汉谟拉比的崛起，一个时间是公元前1750年汉谟拉比的死亡。

## 兩河文明

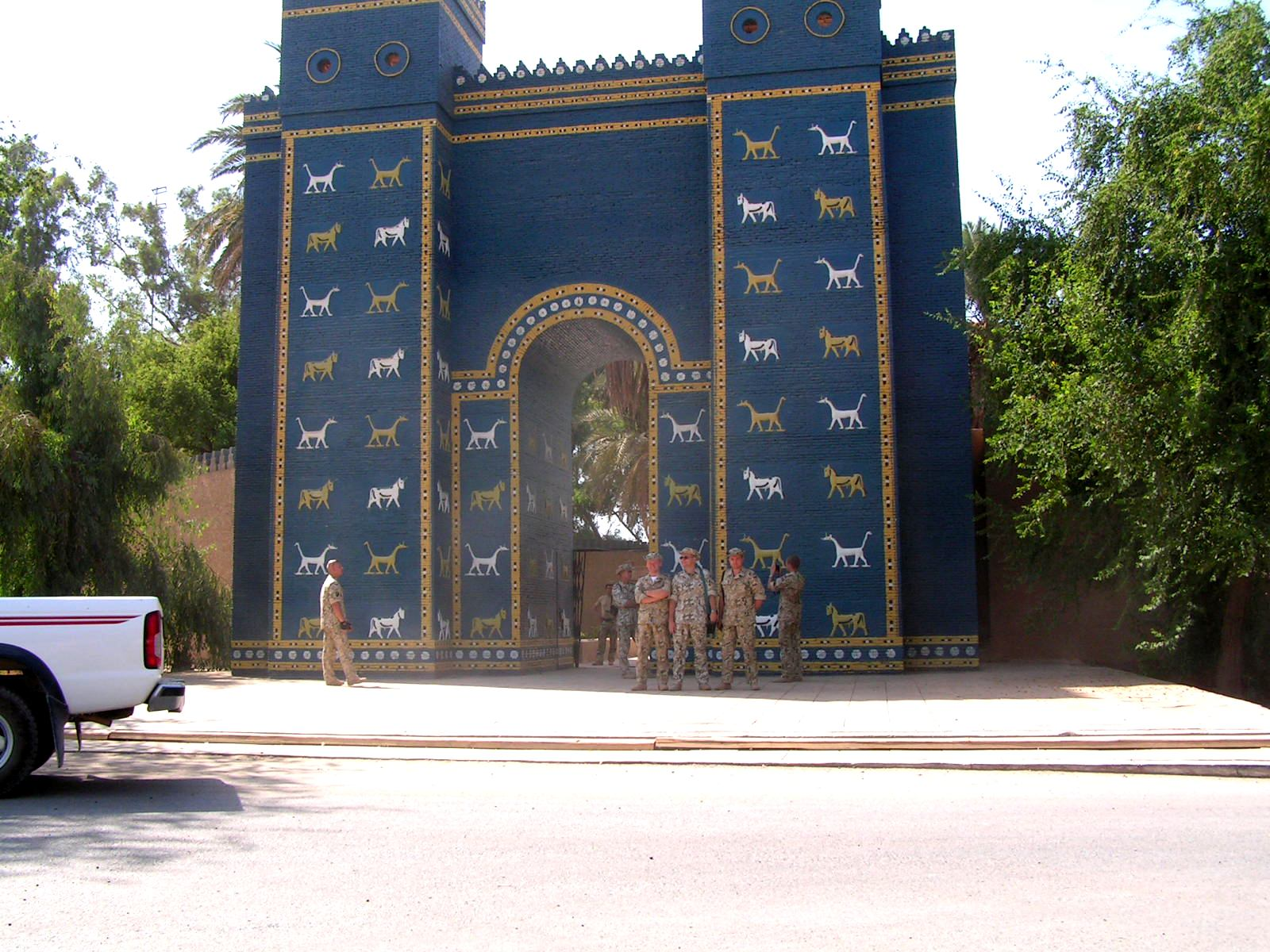
被復原的伊斯塔門

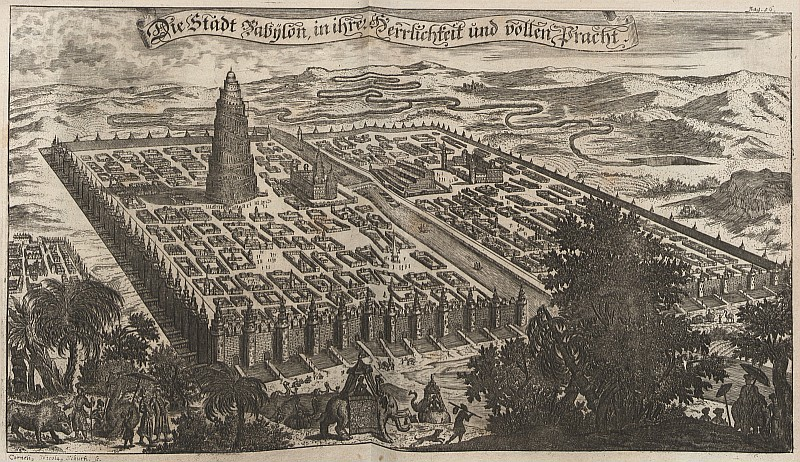
十七世紀歐洲人對巴比倫所描繪的想像圖

两河流域目前发现的最早的古文明距今已有6000多年。雖然巴比伦現已消失，但其影響（尤其宗教方面）卻很多流存至今，為四大古文明之一。
巴比伦文明大致以今天的巴格达城为界，分为南北两部分。北部以古亚述城为中心，称为亚述利亚，或简称亚述；南部以巴比伦城（今巴比倫省希拉市東北郊）为中心，称为巴比伦尼亚，意思为“巴比伦的国土”。巴比伦尼亚又分为两个地区，南部靠近波斯湾口的地区为苏美尔，苏美尔以北地区为阿卡德，两地居民分别被称为苏美尔人和阿卡德人。美索不达米亚文明最初就是由苏美尔人创造出来的。
苏美尔人几乎和古埃及人同时发明了文字。他们用削尖的芦苇做笔，把文字刻在泥胚上，然后把泥胚烘干，成为泥板。由于这种文字形状成尖劈形，所以被称为楔形文字。

## 历史
（大约公元前二十三世纪）一个泥板出现较晚，描述阿卡德的萨尔贡统治，有可能表明了巴比伦更加久远的历史。所谓的韦德纳年表说，萨尔贡在“阿卡德前面”建立了巴比伦。（ABC 19：51）另外一个年代较晚的年表也类似地说，萨尔贡“挖起巴比伦坑里的泥土，在阿卡德附近建立与其配对的城市巴比伦”。（ABC 0：18-19）凡·德·米鲁普（Marc Van de Mieroop）认为这些资料讲述的可能是年代较晚的新亚述帝国国王萨尔贡二世而不是阿卡德的萨尔贡。
语言学家伊格纳斯·盖尔布认为Babil这个名字是对一更早城名的模仿。黑茨费尔德（Herzfeld）写过在古伊朗境内的伯尔（Bawer），Babil这个名字可能与Bawer有关系。大卫·洛尔（David Rohl）则认为起初巴比伦相同于埃里都。《圣经》中《创世記10：10》说：寧錄Nimrod是巴别（巴比伦）的最初建立者。琼·奥特兹（Joan Oates）在她书里的把巴比伦译作“上帝的通路”，已不再被现代学者接受。
在公元前十九世纪左右，美索不达米亚平原南部的大片地区被亚摩利人所占据。亚摩利是来自北方黎凡特地区的游牧部落。他们是闪语族人，和生活在巴比伦尼亚、亚述的阿卡德人一样。但是前者原本不是农民，他们采取着半游牧的生活方式，圈养羊。随着时间的流逝，亚摩利谷物商人崛起，在美索不达米亚平原南部的几个城邦建立了自己的王朝，最著名的有伊辛、拉尔萨、艾什努那、拉格什与后来的巴比伦。

### 经典的年代测定
科泰夏斯称自己能够接触到来自巴比伦档案馆的手稿。这些手稿可以追溯到公元前2286年在位五十年的国王贝尔斯（Belus）建立巴比伦的年代。狄奥多罗斯与乔治·辛斯勒（George Syncellus）的年代表引用过他的话。另外的年代数据来自于辛普利丘斯（Simplicius）。他记载卡里希尼斯在公元前四世纪时旅行到巴比伦，然后发现楔形文字泥板上最早的天文观测记录比亚历山大大帝于公元前331年征服巴比伦早1903年。331年加上1903年等于2234年。公元前2234年可以作为巴比伦建立的年代。伯诺索斯（Berossus）提出了另外一个相近年代。他根据普林尼（Pliny）提出在巴比伦进行的最早的天文观测比希腊的浦洛纽斯（Phoroneus）时代早490年，也就是公元前2243年。拜占庭的思特凡努斯（Stephanus）写道巴比伦的建立比特洛伊之战的年代（公元前1229年，由米蒂利尼的赫拉尼库斯提出）早1002年，也就是说巴比伦的建立可以追溯到公元前2231年。这些年代都把巴比伦的建立定位在公元前二十三世纪。可是在近几个世纪破译楔形文字以来，人们并没有发现与这些经典观点（后楔形文字）相符的楔形文字记录。

### 古巴比伦时期
公元前2006年，埃兰人入侵两河流域，摧毁了阿卡德人和苏美尔人建立的乌尔第三王朝。第一个巴比伦王朝由一个名叫苏穆-阿布阿摩利酋长于公元前1894年建立。他宣布从邻近的城邦卡扎鲁（Kazallu）独立，以幼发拉底河河畔的巴比伦城为首都。从那时起，美索不达米亚就被称为“巴比伦尼亚”，那里所有居民都被称为巴比伦人。亚摩利人和苏美尔人、阿卡德闪族人不同，他们不是美索不达米亚的土著人。他们来自西边的土地，是半游牧的闪族入侵者。公元前21世纪到公元前20世纪期间，美索不达米亚北部古亚述帝国强大的国王们干预亚摩利人控制美索不达米亚南部的阿卡德语城邦。可是在亚述人把他们的注意力转向殖民小亚细亚之后，亚摩利人终于开始取代南部的土著统治者。
巴比伦控制着周围一小片领土，一直被笼罩在更加古老，更加强大的城邦的阴影下，例如亚述、以栏、伊辛和拉尔萨。大约是一个世纪后，它成为汉谟拉比的短命王朝的首都，情况才发生了变化（于公元前1792年到公元前1750年之间）。汉谟拉比因把巴比伦尼亚的法律编纂成汉谟拉比法典而闻名于世。这对法学思想有着深远的影响。
汉摩拉比用武力统一了两河流域后，建立了一个中央集权的专制国家。他个人集宗教、军事、 行政、司法和水利建设等各种大权于一身。为了更有效的统治自己的国家，他颁布了著名的《汉摩拉比法典》。法典共282条，刻在一块高2.25米的黑色玄武岩石柱上，是迄今发现的最早完备成文的法典。

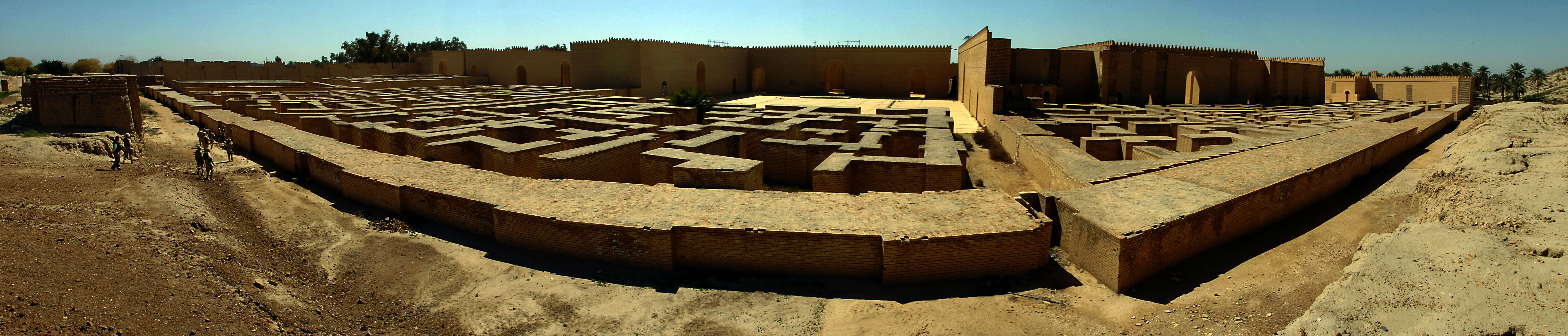
巴比伦古城的全景图，位於巴格达南85公里。

在汉谟拉比统治后，整个美索不达米亚平原南部被称作巴比伦尼亚。平原北部在几个世纪前就已经被亚述统一。在汉谟拉比死后，他的帝国迅速瓦解。这个亚摩利王朝对面积大幅度缩水的巴比伦尼亚进行统治，一直维系到公元前1595年。在这时候，属于印欧语系的赫梯人从小亚细亚入侵。
在赫梯人劫掠巴比伦之后，从古伊朗西北部扎格罗斯山脉涌来、早已定居于此的加喜特人，将赫梯人掠走的巴比伦主神马尔杜克的神像夺回，将其与加喜特王族的守护神舒卡穆纳（Shuqamuna）同等供奉，并就此开始统治巴比伦，领导一个王朝。这个王朝持续了435年，一直延续到了公元前1160年。巴比伦城市在这期间改名为柯瑞狄尼阿什（Karanduniash）。
可是加喜特巴比伦最终成为了他们美索不达米亚同胞——北部的中亚述帝国（公元前1365年——公元前1053年）和东部的埃兰——的附庸。在加喜特时期，这两个强权经常干涉、劫掠或控制巴比伦。在公元前1235年，亚述王图库尔提-尼努尔塔一世继承了巴比伦的王位，成为第一个统治这里说阿卡德语的美索不达米亚土著人。
据估计，巴比伦在公元前1770年到公元前1670年和公元前612年到公元前320年是世界上最大的城市。它可能是第一个人口突破二十万的城市。据估计，它城市面积最大时大约在890至900公顷之间。
到了公元前1155年，在亚述人和以栏人持续的侵略下，加喜特人失去了在巴比伦的控制权。然后一个说阿卡德语的美索不达米亚平原南部本土朝代第一次统治了这块地区。可是巴比伦国力羸弱，是亚述的附庸。它无能的国王无力阻止来自国外的西闪语族移民者进入、开发巴比伦尼亚——公元前11世纪移民者由阿兰人、苏特人（Suteans）构成，公元前10世纪主要是迦勒底人。在公元前十一世纪后期阿兰人短暂地统治过巴比伦。

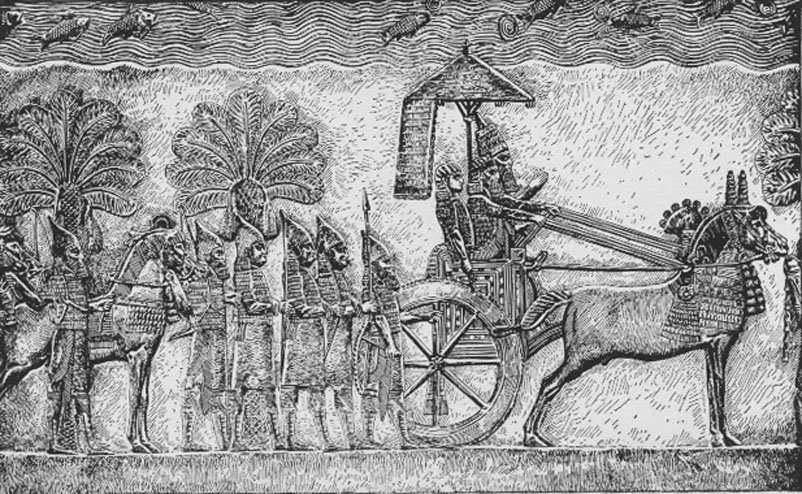
在巴比伦战争期间的辛那赫里布 他在尼尼微的宫殿的浮雕

### 亚述时期
贯穿整个新亚述帝国时期，巴比伦尼亚在亚述持续的统治下或者間接控制下。在亚述的辛那赫里布统治期间，巴比伦尼亚经常出现暴动，由迦勒底酋长麦若达赫·巴拉丹二世领导，与以栏人结盟。在巴比伦城被彻底摧毁后，暴动才被镇压下去。在公元前689年，它的城墙、寺庙和宫殿被夷爲平地，瓦礫被抛到早期巴比倫南部邊境処一片被稱爲“阿拉圖（Arakhtu）”的海域中。這種對宗教中心的摧毀，震驚了大衆。而幾年之後，辛那赫里布在向尼斯洛神（Nisroch)祈禱時，被自己的兩個兒子謀殺，也被認爲是遭到了神明的天譴。辛那赫里布的亚述继承者萨尔哈东火速重建古老的城市，在这里加冕，每年都在此居住一段时间。萨尔哈东死后，巴比伦尼亚留给他年长的儿子——亚述王子沙玛什顺乌金统治。沙玛什顺乌金在因巴比伦民族主义变得狂热后，在公元前六百五十二年对他的哥哥兼主人亚述巴尼拔发动了内战。亚述巴尼拔在尼尼微统治着国家。沙玛什顺乌金得到了臣服于亚述的民族的帮助，包括以栏人、迦勒底人、两河流域南部的苏特人和在两河流域以南沙漠居住的阿拉伯人。
巴比伦又一次被亚述人围攻，它的盟友突然垮掉，在饥荒中投降。亚述巴尼拔髒化这个城市，庆祝了一个和解仪式，但不冒险与主（Bel）“握手”。一个名叫坎达拉努的亚述总督受到信任来统治这个城市。在亚述巴尼拔死后，亚述帝国因为一系列的小内战而开始解体。亚述-埃提尔-伊兰尼、辛-舒姆-利希尔和最后的辛-沙-里施昆三个亚述国王接连统治。可是，巴比伦民族主義者最后像许多其他近东族群一样，利用亚述内部混乱的状态，趁机脱离了亚述的统治。随后亚述帝国被民族联盟推翻了，巴比伦人见到了另外一个神圣复仇的例子。

### 新巴比伦迦勒底帝国
在迦勒底国王那波勃来萨的统治下，巴比伦终于摆脱了亚述的统治。他与基亚克萨雷斯——米提亚人、波斯人、斯基泰人、西米里人的国王结盟，在公元前612年到公元前605年之间摧毁了亚述帝国。巴比伦因此成为了新巴比伦帝国的首都（有时且有可能被错误地叫做迦勒底帝国）。
随着巴比伦恢复独立，建筑工程的新纪元随之而来。那波勃来萨的儿子尼布甲尼撒二世（公元前605年——公元前562年）把巴比伦打造成古代世界的奇迹之一。尼布甲尼撒二世下令全部重修帝国的庭院，包括重建七曜塔（Etemenanki ziggurat）和建造伊什塔尔城门——环绕巴比伦周围的八个门中最壮丽的一个。柏林帕加马博物馆拥有伊师塔门的重建版。原来的伊师塔门只留下了地基和散落的砖。
尼布甲尼撒也对空中花园（古代世界的七大奇迹之一）的建造有功。传说他为了思乡的妻子安美依迪丝（Amyitis）而建造了这个花园。它是否存在存有争议。尽管德国考古学家罗伯特·考德威（Robert Koldewey）的发掘被认为发现了它的地基，许多历史学家不同意它的位置，也有些历史学家相信它与亚述首都尼尼微的花园混淆了。
迦勒底人的统治没有持续多长时间。人们不清楚涅里格利沙与拉巴施马尔杜克是迦勒底人还是土著巴比伦人。最后一个统治者那波尼德（公元前556年—公元前539年）和他的儿子摄政王伯沙撒是来自哈兰的亚述人。

### 波斯夺取巴比伦
在公元前539年，新巴比伦帝国在俄庇斯之战中被波斯国王居鲁士二世击败。巴比伦著名的城墙确实是刀枪不入，只有通过城门或者通过幼发拉底河才能进入。幼发拉底河在厚实的城墙下面退潮。河流流入和流出处都配有金属大门，防止有能力潜水且能够游到大门的入侵者。居鲁士（或者他的将军）制订了一个利用幼发拉底河进入城市的计划，命令多批部队停留原地，等候指令。一直等到巴比伦人全国性节日的夜晚（普遍认为是《但以理书》第五章里伯沙撒王的宴会），居鲁士部队改变幼发拉底河上游的河道，导致幼发拉底河水位下降到男人大腿中部高或者全干。士兵通过河道在墙下方行进。波斯军队占领了城市内部的外围区域，因此市中心就很容易拿下了。希罗多德详尽地描述了这一历史事件。《希伯来圣经》里的文章也提到了。居鲁士下达法令，允许俘虏回家，包括犹太人，允许俘虏在耶路撒冷重建聖殿。
在居鲁士和后来的波斯王大流士大帝统治下，巴比伦成为了第九辖区的首府（南方是巴比伦尼亚，北方是亚述）。它同样也是学习和科技进步的中心。在波斯阿契美尼德期间，古巴比伦的天文和数学的艺术重获新生，繁荣发展。巴比伦的学者完成了星座图。这个城市是波斯帝国——当时已知世界最强大的势力的行政首都。它在这个地区扮演了长达两个多世纪的重要角色。许多已经做出的重要的考古发现让人对那个年代有了更好的理解。
早期波斯国王尝试去维持马尔杜克的宗教仪式。但是到了大流士三世时期，过高的赋税和频繁战争的制约导致巴比伦主要圣地和运河的破败，也导致了周围区域的分裂。叛变频繁地发生。在公元前522年（尼布甲尼撒三世），公元前521年（尼布甲尼撒四世）和公元前482年（贝尔-史玛尼（Bel-shimani）和沙玛什-俄日巴（Shamash-eriba））土著巴比伦人国王短暂地恢复了独立。可是这些叛乱相对很快地被镇压下去。巴比伦的城市和领土被波斯人稳固地统治了两个世纪，一直到公元前331年亚历山大大帝的到来。

### 希腊化时期
公元前331年，波斯帝国阿契美尼德王朝最后一任国王——大流士三世在高加米拉战役中被古马其顿希腊统治者亚历山大大帝击败。当年十月，巴比伦沦陷于年轻的征服者。这次侵略的当地记述指出亚历山大的统治不扰民。
巴比伦在亚历山大的统治下恢复了作为学问与贸易中心的繁荣。但亚历山大在公元前323年死于尼布甲尼撒的宫殿，随后，他的将军们——继业者瓜分了他的帝国。然后战争持续了数十年，巴比伦又处在纷争的中心。
不断的动荡几乎掏空了巴比伦城。一块公元前275年的泥板记载巴比伦的居民被运送到塞琉西亚。这里在建造一座宫殿和以古代名字埃萨吉拉（Esagila）命名的庙宇。随着此次驱逐出境，巴比伦城市变得无足轻重了，尽管在超过一个世纪后，它的圣殿里仍在举行献祭仪式。到公元前141年帕提亚帝国接管这片地区时，巴比伦城已经被彻底废弃了。

### 波斯萨珊帝国时期
在帕提亚人及后来萨珊波斯人的统治下，巴比伦（和亚述一样）作为波斯帝国的行省度过了九个世纪，直到公元650年。它一直拥有着它自己的文化和人民。这里的人说着各式各样的阿拉姆语，一直认为他们的家乡是巴比伦。他们文化产物的例子经常能够在巴比伦的塔木德，諾斯底曼底安宗教（Gnostic Mandaean religion）、东仪基督教（Eastern Rite Christianity）与摩尼教里找到。基督教在公元一、二世纪来到两河流域，阿拉伯伊斯兰征服前，巴比伦是景教的一个主教的所在地。

### 穆斯林的征服
在公元七世纪中叶，扩张中的阿拉伯帝国侵略、移民两河流域。伊斯兰化时期随之而来。巴比伦作为一个行省而被同化。尽管阿拉姆语和景教至今尚存（但更多地集中在伊朗北部的亚述人中），但是两者最终被边缘化。曼达主义（Mandeanism）的境遇也差不多。人种上土著的两河流域人、说东阿拉姆语的迦勒底天主教和亚述景教成员直至今日仍然认同巴比伦人/两河流域人/亚述人的身份。

## 《圣经》的叙述
《创世記》10：10说：位于示拿（Shinar）的巴别（巴比伦）是以力Erech、阿卡德和甲尼（Calneh）的邻居。
巴比伦贯穿整部《希伯来圣经》(大部分稱為「迦勒底」)，包括巴比伦之囚。它也在几部预言书里占有突出位置。在巴比伦失去政治中心地位许多个世纪后，《新约启示录》提到了它。一些学者认为天启文献用它来指代罗马帝国。

## 考古

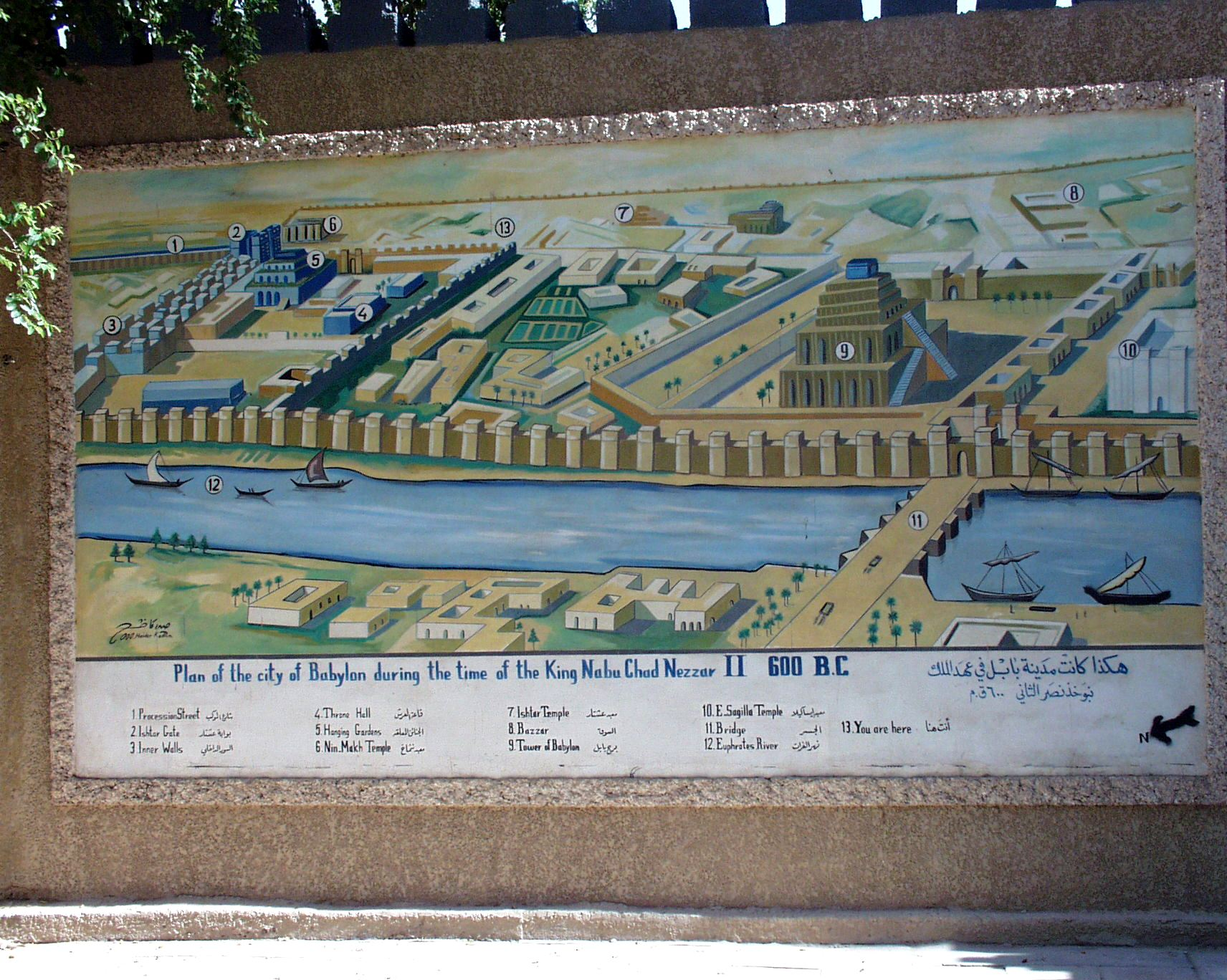
尼布甲尼撒二世時期（約西元前600年）的巴比倫城市格局。

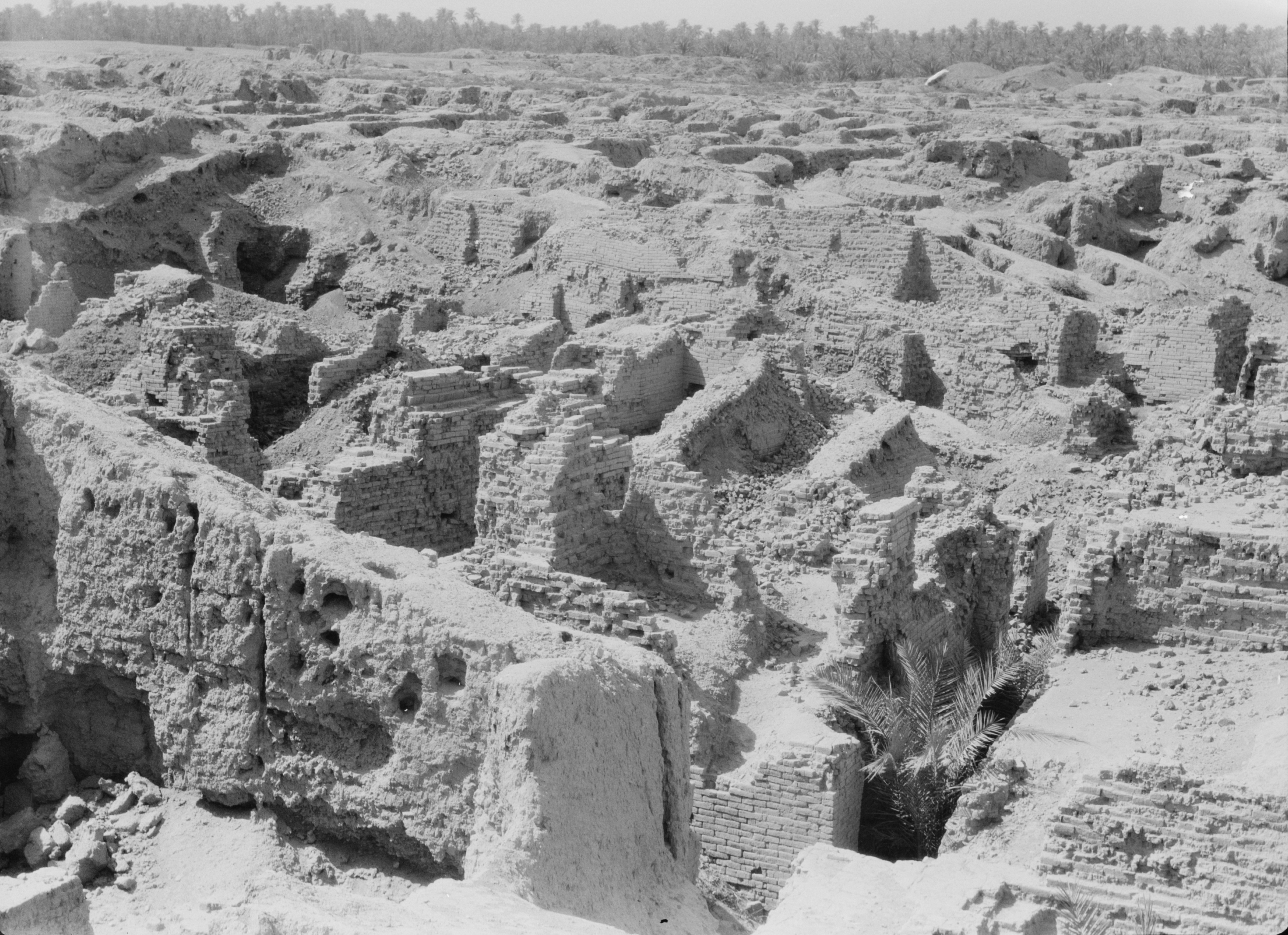
攝於1932年的巴比倫遺址

巴比伦的遗址由许多土墩组成，占据着一块长约两千米，宽约一千米的长方形区域，由北向南延伸。遗址西面边界与幼发拉底河接壤，另一面边界是古代城墙。起初，幼发拉底河大致将城市一分为二。这在这个地区很常见。但是河流改变了它的河道，因此遗址原来西边部分的残骸现在被淹没了。位于河流西边的城墙有部分尚存。有几个遗址土墩更加重要。
它们包括
- 科尔俄撒（Kasr）——也叫做城堡王宫。它是新巴比伦那波帕拉萨尔和尼布甲尼撒的七曜塔所在地，位于遗址中心。
- 阿姆兰·伊本·阿里（Amran Ibn Ali）——位于遗址西面，高达二十五米，是最高的土墩。这是埃萨吉拉的遗址，一座马杜克的神庙，带有各献给伊亞（Ea）和拿布（Nabu）的圣地。
- 胡梅拉（Homera）——一座位于西边被染红的土墩。大部分希腊化遗址在这。
- 巴比勒（Babil）——位于遗址北边尽头，约有二十二米高。从古至今，这里的砖一直遭到盗窃。尼布甲尼撒的宫殿就建在这里。

遗址土地的使用可以追溯到公元前三千年晚期。在巴比伦第一王朝时期，也就是公元前二千年早期，土地使用到达一个高峰。该千年晚期的加喜特巴比伦王朝时期，土地使用又达到高峰。不幸的是，在巴比伦遗址几乎没有发现那个时期的遗迹。首先，该区域的地下水位在过去的时间里极大地上升。目前标准的考古方法无法获取早于新巴比伦帝国时期的遗物。第二，新巴比伦国民对城市进行了大规模重建，导致大量早期遗迹被摧毁或无人知晓。第三，城市大量的西半部份位于幼发拉底河水下。第四，巴比伦在发动叛乱抗拒异族统治后被人劫掠了很多次，最著名的是公元前二千年赫梯人和以栏人以及公元前一千年新亚述帝国和阿契美尼德帝国的劫掠。最后，人们一直在大规模挖掘遗址的建筑材料。
关于早期巴比伦的知识必须从其他地方发现的铭文获得，例如乌鲁克、尼普尔与哈拉顿（Haradum）。而新巴比伦的信息可从遗址挖掘和古典文献得来。巴比伦被一些古典历史学家描述过，甚至被访问过，包括科特夏斯、希罗多德、昆圖斯·庫爾提烏斯·魯福斯、斯特拉博与克来塔卡斯。这些记录不一定精确，带有一些政治谎言，但仍然提供了重要的信息。
在1811-12年和在1817年，克劳地亚斯·詹姆斯·里奇进行了对巴比伦第一次有记录的发掘。在1827年，罗伯特·米格那短暂地发掘过遗址。威廉·洛夫特斯在1849年访问此地。
奥斯丁·亨利·莱亚德在1850年短暂停留期间进行了一些探测，然后就放弃了。费尔尚斯·菲涅尔和居里什·奥佩尔从1852年到1854年深度发掘了巴比伦。不幸的是，他们大部分工作的成果因为木筏失事而沉入底格里斯河。
亨利·克莱思维克·劳林森和乔治·史密斯在1854年短暂地在此地工作。下一次发掘-主要的一次由霍尔木兹德·拉斯萨姆代表大英博物馆进行。工作从1879年开始，一直进行到1882年。遗址上发生的大规模盗掘刺激了这次发掘的发生。拉斯萨姆通过大规模发掘搜寻文物，出土了大量楔形文字泥板和其他发现物。那些年代普遍存在的狂热发掘方法对考古环境造成了严重破坏。
来自德国东方学会由罗伯特·考德威率领的团队在巴比伦进行了第一次科学考古发掘。这项工作在1899年到1917年间每年都进行。一直到了第一次世界大战爆发，工作被打断。主要挖掘的力量集中在马杜克神庙上及其与之连接的游行道路和城墙。数以百计的泥板和上述的伊师塔门被运回德国。
在1956年海因里希和在1962年施密德代表了德国考古协会进行了进一步工作。伦曾的工作主要与希腊化剧院有关。施密德的工作主要与七曜塔神庙有关。
在更近的时间里，白甘米尼代表都灵中东和亚洲发掘中心和伊拉克意大利考古科学协会对巴比伦遗址进行发掘工作。在1974年一个季度的发掘标志着这项工作的开始。随之他在1977年进行了一次地形的调查。焦点在澄清复查德国老数据时产生的疑问。在十年后，白甘米尼于1987年到1989年返回了遗址。这次工作专注于巴比伦蜀安娜城区艾莎拉和尼努尔塔神庙周围区域。应该指出的是在巴比伦修复期间，一些发掘和空间的清理由伊拉克国家遗址和遗产组织完成。考虑到这个国家过去几十年的情况，考古活动的发表为人所理解地达到了最低谷。

## 重建
- 1983年，萨达姆·侯赛因开始在旧遗址上重建城市（因此，文物和其他发现物现在可能在城市下面），投资修复和新建建筑。他模仿尼布甲尼撒在许多砖刻上他的名字。一条频繁出现的铭文如下：“这由萨达姆·侯赛因建造，他是尼布甲尼撒的后代，荣耀伊拉克。”这使人想起乌尔的七曜塔。此塔每一块砖被印上“乌尔纳姆，乌尔之王，建造了南那神庙。”在侯赛因倒台后，这些砖成为藏品，受人欢迎。废墟的修复行为中止。他也在废墟的入口放置了他自己和尼布甲尼撒的巨型画像，把游行通道一条大型古代石头大马路和巴比伦之狮一个约有2600年历史的黑石雕刻支撑住。
- 在海湾战争结束后，萨达姆想要在一些古代废墟上建造一座现代宫殿；它被建造成为一座金字塔风格的苏美尔七曜塔。他把它命名为萨达姆山丘。在2003年，当伊拉克战争开始时，萨达姆已经准备好开始建设一条穿越巴比伦的缆车线，而该项目因局面失控而终止。
- 在2006年4月份发布的一篇文章说，联合国官员和伊拉克领导已经计划好修复巴比伦，让它成为一个文化中心。[51]
- 在2009年5月，巴比伦省政府把遗址对游客开放。

## 美国军事活动的影响
在2003年美国發動伊拉克戰爭之后，海军陆战队第一远征军的将军詹姆斯·康威领导美军，把军事基地阿尔法军营建在了古代巴比伦废墟上，其中包括许多设施，例如直升机升降平台。
美军已经占据遗址一段时间，对考古记录造成了无法修复的损害。在大英博物馆近东部的一份报告里，约翰·柯蒂斯博士讲到考古遗址中的许多部分如何被平整，作为直升飞机的升降区域和重型交通工具的停车位。柯蒂斯写道：占领部队“对伊师塔门造成了重大破坏。这是遗址里最出名的遗迹之一……美军交通工具碾碎了拥有两千六百年历史的砖道，考古碎片洒落在遗址里，在古代沉积物中至少挖出了十二条战壕，军事土方工程污染了遗址，让未来的科学家难以做进一步的研究……士兵们试着从伊师塔门墙上搬走带有龙雕刻的砖块。这对所有九个带有龙雕刻的砖块造成了破坏。”
一名美军发言人称：美军已经与“巴比伦博物馆的負責人”商量过工程施工。
伊拉克国家遗产与遗址委员会领导多恩·乔治称：“混乱需要数十年来清理。”2006年4月，海军陆战队第一远征军前指挥官约翰·科勒曼上校为军事人员在其领导下造成的破坏而发表道歉，但同时称“美国的存在阻止了来自其他掠夺者更大的破坏”。

## 现代
巴比伦被列为联合国教科文组织世界遗产。 目前有数千人居住在巴比伦古城墙内，尽管法律限制建筑，但社区仍在迅速发展。 

### 引用
1. 1 2 3  The Cambridge Ancient History: Prolegomena & Prehistory: Vol. 1, Part 1. Accessed 15 December 2010.
2. 1 2 3  .   [2010-12-15]. （原始内容存档于2014-11-29） （英语）.
3. ↑  Geschichte Mesopotamiens: von den Sumerern bis zu Alexander dem Grossen Beck's historische Bibliothek，第121頁
4. ↑  Liane Jakob-Rost, Joachim Marzahn: Babylon, ed. Staatliche Museen zu Berlin. Vorderasiatisches Museum, (Kleine Schriften 4), 2. Auflage, Putbus 1990, p. 2
5. ↑  Stephanie Dalley, Babylon as a Name for other Cities Including Nineveh, in Uchicago.edu （页面存档备份，存于）, Proceedings of the 51st Rencontre Assyriologique Internationale, Oriental Institute SAOC 62, pp. 25–33, 2005
6. ↑  Records of the Past, [Archibald Sayce], 2nd series, Vol. 1, 1888, p. 11.
7. ↑  Simpl. ad Arist De Caelo. ii. 503A)
8. ↑  N.H. vii. 57
9. ↑  The Seven Great Monarchies of the Ancient Eastern World, George Rawlinson, Vol. 4, p. 526-527.
10. ↑  德尼·克伊朗. . 黎絲藝術出版社. 1997. ISBN 2854950992.
11. ↑  1595 BC: Please see Chronology of the ancient Near East （页面存档备份，存于） for more discussion on dating events in the 2nd millennium BC, including the Sack of Babylon
12. ↑  Tertius Chandler. Four Thousand Years of Urban Growth: An Historical Census (1987), St. David's University Press. ISBN 978-0-88946-207-6. See Historical urban community sizes.
13. ↑  Mieroop, Marc van de (1997). The Ancient Mesopotamian City. Oxford: Oxford University Press. p. 95. ISBN 978-0-19-158845-7.
14. ↑  Boiy, T. (2004). Late Achaemenid and Hellenistic Babylon. Orientalia Lovaniensia Analecta 136. Leuven: Peeters Publishers. p. 233. ISBN 978-90-429-1449-0.
15. ↑  劉增泉著：《失落的文明—巴比倫帝國》，五南圖書出版社，2016年，第200頁。ISBN 978-957-11-8794-5
16. ↑  Albert Houtum-Schindler, "Babylon," Encyclopædia Britannica, 11th ed.
17. ↑  Bradford, Alfred S. (2001). With Arrow, Sword, and Spear: A History of Warfare in the Ancient World, pp. 47–48. Greenwood Publishing Group. ISBN 978-0-275-95259-4.
18. ↑  Curtis, Adrian; Herbert Gordon May (2007). Oxford Bible Atlas Oxford University Press ISBN 978-0-19-100158-1 p. 122 Google Books Search （页面存档备份，存于）
19. ↑  von Soden, Wilfred; Donald G. Schley (1996). William B. Eerdmanns ISBN 978-0-8028-0142-5 p. 60 Google Books Search （页面存档备份，存于）
20. ↑  Saggs, H.W.F. (2000). Babylonians, p. 165. University of California Press. ISBN 978-0-520-20222-1.
21. ↑  Stephanie Dalley, (2013) The Mystery of the Hanging Garden of Babylon: an elusive World Wonder traced, OUP ISBN 978-0-19-966226-5
22. ↑  Herodotus, Book 1, Section 191
23. ↑  Isaiah 44:27
24. ↑  Jeremiah 50–51
25. ↑  Cyrus Cylinder （页面存档备份，存于） The British Museum. Retrieved July 23, 2011.
26. ↑  "Mesopotamia: The Persians". Wsu.edu:8080. 1999-06-06. Archived from the original on 6 December 2010. Retrieved 2010-11-09.
27. ↑  Beck, Roger B.; Linda Black, Larry S. Krieger, Phillip C. Naylor, Dahia Ibo Shabaka, (1999). World History: Patterns of Interaction. Evanston, IL: McDougal Littell. ISBN 978-0-395-87274-1.
28. ↑  Chisholm, Hugh, ed. (1911). "Babylon （页面存档备份，存于）". Encyclopædia Britannica （页面存档备份，存于） 3 (11th ed.). Cambridge University Press
29. ↑  "Genesis 10:10 NIV - The first centers of his kingdom were （页面存档备份，存于）". Bible Gateway. Retrieved 2013-03-25.
30. ↑  Merrill Tenney: New Testament Survey, Inter-varsity Press, 1985, pp383
31. ↑  Claudius J. Rich, Second memoir on Babylon; containing an inquiry into the correspondence between the ancient descriptions of Babylon, and the remains still visible on the site, 1818
32. ↑  Claudius J. Rich, Memoirs on the Ruins of Babylon, 1815
33. ↑  Robert Mignan, Travels in Chaldæa, Including a Journey from Bussorah to Bagdad, Hillah, and Babylon, Performed on Foot in 1827, H. Colburn and R. Bentley, 1829 ISBN 978-1-4021-6013-4
34. ↑  William K. Loftus, Travels and Researches in Chaldaea and Susiana, Travels and Researches in Chaldaea and Susiana: With an Account of Excavations at Warka, the "Erech" of Nimrod, and Shush, "Shushan the Palace" of Esther, in 1849–52, Robert Carter & Brothers, 1857
35. ↑  A. H. Layard, Discoveries in the Ruins of Nineveh and Babylon, J. Murray, 1853
36. ↑  J. Oppert, Expédition scientifique en Mésopotamie exécutée par ordre du gouvernement de 1851 à 1854. Tome I: Rélation du voyage et résultat de l'expédition, 1863 (also as ISBN 978-0-543-74945-1) Tome II: Déchiffrement des inscriptions cuneiforms, 1859 (also as ISBN 978-0-543-74939-0)
37. ↑   H V. Hilprecht, Exploration in the Bible Lands During the 19th Century, A. J. Holman, 1903
38. ↑  [ http://www.archive.org/download/asshurlandofnimr00rass/asshurlandofnimr00rass.pdf Archive.org ], Hormuzd Rassam, Asshur and the Land of Nimrod: Being an Account of the Discoveries Made in the Ancient Ruins of Nineveh, Asshur, Sepharvaim, Calah, [etc]..., Curts & Jennings, 1897
35.Jump up ^ Julian Reade, Hormuzd Rassam and his discoveries, Iraq, vol. 55, pp. 39–62, 1993
39. ↑  Julian Reade, Hormuzd Rassam and his discoveries, Iraq, vol. 55, pp. 39–62, 1993
40. ↑  [ http://books.google.com/books?id=NTmFAAAAIAAJ （页面存档备份，存于） Google Books Research ], R. Koldewey, Das wieder erstehende Babylon, die bisherigen Ergebnisse der deutschen Ausgrabungen, J.C. Hinrichs, 1913, with online English translation: Agnes Sophia Griffith Johns, The excavations at Babylon By Robert Koldewey, Macmillan and Co., 1914
41. ↑  R. Koldewey, Die Tempel von Babylon und Borsippa, WVDOG, vol. 15, pp. 37–49, 1911 (German)
42. ↑  R. Koldewey, Das Ischtar-Tor in Babylon, WVDOG, vol. 32, 1918
43. ↑  F. Wetzel, Die Stadtmauren von Babylon, WVDOG, vol. 48, pp. 1–83, 1930
44. ↑  F. Wetzel and F.H. Weisbach, Das Hauptheiligtum des Marduk in Babylon: Esagila und Etemenanki, WVDOG, vol. 59, pp. 1–36, 1938
45. ↑  F. Wetzel et al., Das Babylon der Spätzeit, WVDOG, vol. 62, Gebr. Mann, 1957 (1998 reprint ISBN 978-3-7861-2001-8)
46. ↑  Hansjörg Schmid, Der Tempelturm Etemenanki in Babylon, Zabern, 1995, ISBN 978-3-8053-1610-1
47. ↑  G. Bergamini, Levels of Babylon Reconsidered, Mesopotamia, vol. 12, pp. 111–152, 1977
48. ↑   G. Bergamini, Excavations in Shu-anna Babylon 1987, Mesopotamia, vol. 23, pp. 5–17, 1988
49. 1 2   G. Bergamini, Preliminary report on the 1988–1989 operations at Babylon Shu-Anna, Mesopotamia, vol. 25, pp. 5–12, 1990
50. ↑  Excavations in Iraq 1981–1982, Iraq, vol. 45, no. 2, pp. 199–224, 1983
51. ↑  Gettleman, Jeffrey. Unesco intends to put the magic back in Babylon （页面存档备份，存于）, International Herald Tribune （页面存档备份，存于）, April 21, 2006. Retrieved April 19, 2008.
52. ↑  Bajjaly, Joanne Farchakh (2005-04-25). "History lost in dust of war-torn Iraq" （页面存档备份，存于）. BBC News. Retrieved 2013-06-07.
53. ↑  Leeman, Sue (January 16, 2005)."Damage seen to ancient Babylon" （页面存档备份，存于）. The Boston Globe.
54. ↑  Heritage News from around the world 的存檔，存档日期2016-02-02., World Heritage Alert!. Retrieved April 19, 2008.
55. ↑  Cornwell, Rupert. US colonel offers Iraq an apology of sorts for devastation of Babylon （页面存档备份，存于）, The Independent, April 15, 2006. Retrieved April 19, 2008.
56. ↑  .   [2021-06-20]. （原始内容存档于2019-07-05）.
57. ↑  .   [2021-06-20]. （原始内容存档于2020-07-05）.